# Franck Ferric
 (octobre 2022).
Œuvres principales
- La Loi du désert
- Trois oboles pour Charon
- Le Chant mortel du soleil

Franck Ferric, né le 18 janvier 1979 à Bourges, est un écrivain français.

## Biographie
Arrivé à l'écriture par le biais du jeu de rôle, Franck Ferric publie sa première nouvelle en 2003, aux éditions l'Oxymore, dans le numéro 8 de la revue Emblèmes, dirigé par Alain Pozzuoli.
En 2019 paraît son cinquième roman alors qu'une quarantaine de nouvelles sont parues dans diverses revues ou anthologies. Son roman Trois oboles pour Charon, variation sur le thème du mythe de Sisyphe, a été finaliste du grand prix de l'Imaginaire 2015. Il a également fait l'objet d'une traduction en langue tchèque aux éditions Brána. Son livre Le Chant mortel du soleil, roman de fantasy « confrontant la destinée des hommes et des dieux à l’illusion du libre-arbitre », a été finaliste du grand prix de l'Imaginaire 2020.
S'il s'essaie à tous les genres des littératures de l'imaginaire, son domaine de prédilection est la fantasy. Il aborde fréquemment des thèmes historiques ou mythologiques.
Titulaire d'une maîtrise en histoire moderne obtenue à l'université d'Orléans, Franck Ferric a, à l'occasion de son cursus, contribué à la transcription du Journal de la librairie de Joseph d'Hémery.
Il vit à Orléans.

## Romans
- La Loi du désert, Riez, 2009
- Les Tangences divines, Riez, 2011
- Trois oboles pour Charon[9], Denoël[10], coll. « Lunes d'Encre », 2014Réédition, Gallimard, coll. « Folio SF » no 591[11], 2017
- Retour à Silence, Riez, 2015
- Le Chant mortel du soleil[12], Albin Michel, coll. « Imaginaire »[13], 2019Réédition, Le Livre de poche, coll. « Imaginaire » no 36260, 2021
- La Loi du désert - Intégrale, Critic, 2021Recueil contenant La Loi du désert et Retour à Silence
Réédition sous le titre La Loi du désert suivi de Retour à Silence, Le Livre de poche, coll. « Imaginaire » no 37530, 2024, 544 p. (ISBN 978-2-253-93704-3)

## Recueils de nouvelles
- Marches nocturnes, Nuit d'avril, 2007Réédition Lokomodo, 2011
- Dernière semaine d'un reptile[14], Riez, 2013